# Magnus Dahlström
Magnus Dahlström, né en 1963 à Stockholm, est un écrivain et dramaturge suédois.

## Biographie
Il obtient le prix Dobloug en 2012.

## Œuvres traduites en français
- Feu [« Fyr »], trad. de Jean-Baptiste Brunet-Jailly, Paris, Maren Sell Éditeurs, coll. « Petite bibliothèque européenne du XXe siècle », 1992, 214 p.  (ISBN 2-87604-046-8)
- L’Épreuve du feu [« Järnbörd »], trad. de Terje Sinding, Besançon, France, Les Solitaires Intempestifs, coll. « La Mousson d’été », 2000, 74 p.  (ISBN 2-912464-73-0)[1]

Pièce de théâtre montée au Théâtre national de Bretagne en 2002 par Stanislas Nordey
- L'Usine [« Verket »], trad. de Terje Sinding, Besançon, France, Les Solitaires Intempestifs, coll. « La Mousson d’été », 2002, 90 p.  (ISBN 2-84681-042-7)

Pièce de théâtre montée notamment au MC2 et au Théâtre du Rond-Point en 2007 par Jacques Osinski (BNF 41168214)